# Banzkow
Banzkow est une commune rurale allemande du Mecklembourg appartenant à l'arrondissement de Ludwigslust-Parchim dans le nord du pays. Sa population comptait 2 765 habitants au 31 décembre 2013.

## Géographie
Banzkow, traversée par le canal de la Stör, se trouve à quinze kilomètres au sud de Schwerin. Outre le village de Banzkow, la commune comprend les villages et hameaux de Goldenstädt, Jamel et Mirow.

## Histoire

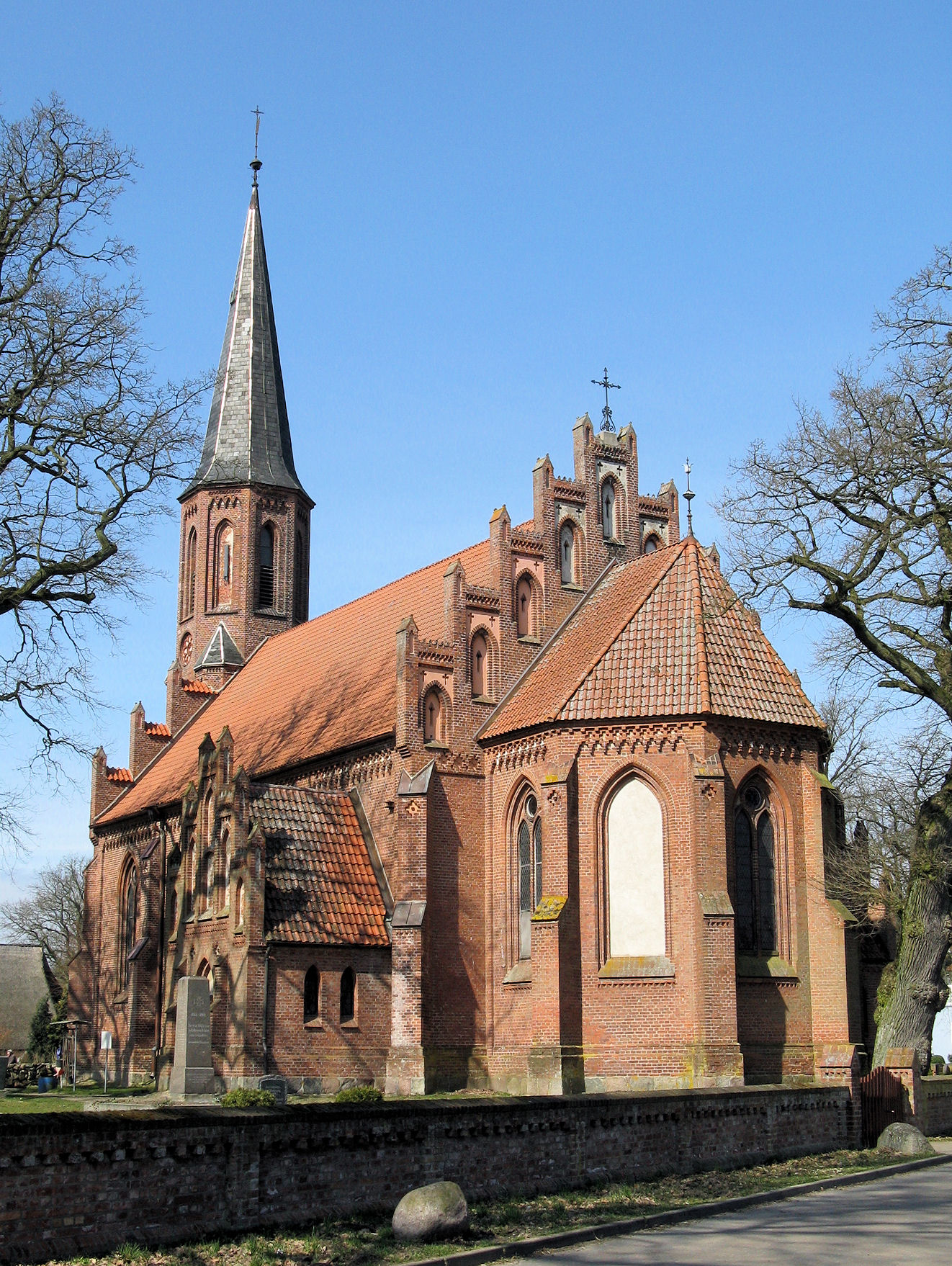
Vue de l'église de Banzkow d'architecture néogothique (1872), construite par Theodor Krüger

Banzkow est nommée pour la première fois en 1309, sous le nom de Bancekow. Un moulin à eau est construit en 1337, un pont au-dessus de la Stör, en 1534. Cela permet de relier la route de Hambourg. Des écluses sont construites sur la Stör à différentes époques, la dernière en 1926.
Banzkow appartient aux domaines des comtes de Schwerin, tandis que l'abbaye de Zarrentin y bénéficiait de certains droits.

## Architecture et tourisme
- Église de Goldenstädt (XIIIe siècle)
- Église de Mirow (1842), néogothique
- Église de Banzkow (1872), néogothique
- Musée de la vallée de la Stör à Banzkow
- Fermes basses-allemandes typiques à colombages
- Moulin à vent (1760)
- Cimetière militaire (1945)
- Monuments aux morts de la guerre de 1914-1918 à Banzkow, à Goldenstädt et à Mirow